# Jesza Poszony
Jesza Poszony, né Imre Pozsonyi le 12 décembre 1880 à Budapest (Autriche-Hongrie) et mort le 2 octobre 1963 à Budapest, est un joueur international et entraîneur de football hongrois.

## Biographie
Capable d'évoluer comme milieu de terrain ou attaquant central, Poszony aurait commencé sa carrière au Újpest de Budapest. Il évolue au Magyar Úszó Egyesület (hu) (MUE) de Budapest quand il est sélectionné pour le premier match de son équipe nationale le 12 octobre 1902, face à l'Autriche, perdu 0-5. Il avait été sélectionné à deux reprises l'année précédente lors des matchs non officiels de la sélection. Il aurait évolué par la suite au MTK Budapest.
Devenu entraîneur, il mène le KS Cracovia (de Cracovie) au titre lors de la première édition du championnat de Pologne en 1921. Il est par ailleurs l'entraîneur de la sélection de Pologne pour le premier match de son histoire, en 1921 contre la Hongrie.
En 1924, il est recruté par le FC Barcelone en Espagne, mais il quitte le club dès le mois de décembre, pour revenir en Hongrie.
Entre 1925 et 1928, Poszony semble diriger tour à tour le Građanski de Zagreb, avec lequel il remporte le championnat de Yougoslavie en 1926 et 1928,, et le Újpest Football Club de Budapest, qu'il dirige notamment en Coupe Mitropa en 1927.

## Palmarès d'entraîneur
Cracovia
- Championnat de Pologne : 1921

Građanski Zagreb
- Championnat de Yougoslavie : 1926 et 1928